# Gabriel Bivolaru
Gabriel Bivolaru (n. 8 octombrie 1967, București, România) este un fost deputat român în legislatura 1996-2000, ales în județul Ialomița pe listele partidului PDSR. Este fratele vitreg (după tată) al liderului MISA Gregorian Bivolaru.
A fost ales deputat PDSR de Ialomița, în 1996, la numai 29 de ani.
Până în ianuarie 1990 a fost în înregimentat ca sportiv la Clubul Steaua.
La data de 22 martie 2004 Gabriel Bivolaru a fost condamnat la 5 ani de închisoare de Înalta Curte de Casație și Justiție, după un proces care a durat mai bine de 5 ani. A fost găsit vinovat că a prejudiciat Banca Română de Dezvoltare cu 2.200 de miliarde de lei vechi.
În același dosar au fost cercetate asociata și soția sa,
Mona de Freitas, și Paula Monica Plazzotta, angajată a băncii la momentul devalizării și prietena apropiată a lui Bivolaru. Potrivit rechizitoriului, în perioada 1991-1994, Gabriel Bivolaru și Mona de Freitas au constituit 10 societăți comerciale în București, Eforie Nord, Sinaia și Ploiești, avându-l pe Bivolaru administrator.
Cele 10 firme și-au deschis conturi la sucursalele BRD și BCR.
În perioada martie-iunie 1992, Bivolaru, administrator al firmelor Atlas T&T, Belona și Union, a emis 25 de cecuri fără acoperire.
În perioada decembrie 1994 - martie 1995, a mai întocmit 24 de ordine de plată false.
El a contrafăcut ștampila BRD din București și semnătura administratorului de cont iar ordinele au fost transmise.
Toate infracțiunile au fost realizate cu ajutorul Paulei Monica Plazzotta, referent la BRD, ulterior administrator de cont pentru toate cele 10 firme ale lui Bivolaru.
Ordinele au fost folosite pentru încasarea banilor de la BRD Sinaia.
În urma acestor operațiuni, Mona de Freitas și administratorul de cont de la bancă, Monica Plazzotta, au fugit din țară, singurul judecat fiind Gabriel Bivolaru.
În anul 2002 Bivolaru a emis 25 de cecuri fără acoperire.
Sentința a fost dată la câteva zile după acțiunea în forță a poliției și procuraturii împotriva MISA, organizația condusă de Gregorian Bivolaru, fratele lui Gabriel Bivolaru, fapt care a creat suspiciunea că s-a dorit crearea unei diversiuni.
A fost dat în urmărire generală în 24 martie și a fost arestat la data de 1 aprilie 2004.
Gabriel Bivolaru era dat în consemn la frontieră încă din decembrie 2002 (în baza solicitării instanței de judecată).
A fost eliberat condiționat în 26 februarie 2007, după ce a stat în închisoare doi ani și 10 luni.
În 5 august 2013 a fost reținut în flagrant și arestat preventiv sub acuzația de furt de produse petroliere, evaziune fiscală și spălare de bani. În data de 11 decembrie 2013 Curtea de Apel Constanța a infirmat ultimul mandat de arest preventiv emis de Tribunalul Constanța și a decis judecarea lui Bivolaru în stare de libertate. În data de 17 decembrie 2015 a fost condamnat de Tribunalul Constanța la 11 ani de închisoare.

## Anchete penale
Ancheta de cercetare penală a lui Gabriel Bivolaru a început în anul 1996.
În anul 1997 conducerea PDSR, în frunte cu Adrian Năstase, Dan Ioan Popescu și Miron Mitrea, s-a deplasat la Parchetul General, pentru a-l susține pe Gabriel Bivolaru.
În afară de devalizarea BRD, Bivolaru a fost cercetat și pentru un prejudiciu de 700 milioane lei creat societății „Drojdie de Panificație” Țăndărei, unde FPS deținea 98% din acțiuni, precum și prejudicii create companiei Eforie SA din Constanța
Cuplul Bivolaru - de Freitas a obținut 95% din acțiunile unor hoteluri și restaurante din Eforie.
Activele au fost obținute prin asociere cu Eforie SA, în 1992, dar, prin manevre financiare, cei doi au pus proprietarul în postura de a deține doar 5% din acțiunile societăților mixte.
O parte din aceste active au fost recuperate de Eforie SA, după acționarea celor doi în justiție.
În anul 1997, ministrul justitiei de atunci, Valeriu Stoica (PNL), solicitase Camerei Deputaților ridicarea imunității parlamentare și aprobarea reținerii, arestării, percheziționării și trimiterii în judecată a lui Bivolaru, învinuit pentru săvârșirea infracțiunilor de înșelăciune, fals intelectual, uz de fals, falsificarea de monede sau alte valori, precum și complicitate la folosirea cu rea-credință a bunurilor și creditelor societății.
Ridicarea imunității parlamentare lui Gabriel Bivolaru a fost respinsă în Camera Deputaților în iunie 1997 
și în septembrie 1998.
Pe 7 octombrie 2022 Gabriel Bivolaru a fost trimis în judecată de DNA pentru evaziune fiscală.

## Condamnări penale
În decembrie 2002, după șase ani de la începerea anchetei penale și după cinci amânări succesive ale pronunțării sentinței, CSJ a dispus schimbarea încadrării juridice a faptelor pentru care a fost judecat Bivolaru, acesta fiind condamnat la trei ani de închisoare. Magistrații au hotărât că pentru cele 22 de cecuri fără acoperire prezentate drept garanție Băncii Române de Dezvoltare, Gabriel Bivolaru nu se făcea vinovat de falsificare de monedă sau alte valori, ci de înșelăciune.
Pe lângă pedeapsa de trei ani inchisoare, Bivolaru a mai fost condamnat de instanța supremă la încă cinci pedepse de câte doi ani de închisoare pentru uz de fals și fals în înscrisuri sub semnătură privată.
Toate aceste pedepse au fost însă grațiate în întregime prin legea 137/2001.
La aceste condamnări pentru falsificări de ordine de plată dar și a șapte pașapoarte sau a unor facturi hoteliere, se mai adăuga încă o pedeapsă de trei ani de închisoare pe care Bivolaru a primit-o pentru un prejudiciu de peste 76 de miliarde de lei produs tot BRD, prin falsificarea a 24 de ordine de plată.
Sentința a fost contestată de Bivolaru, rezultatul fiind decizia finală din anul 2004.